# Синджер
Синджер (рум. Sânger) — село у повіті Муреш в Румунії. Адміністративний центр комуни Синджер.
Село розташоване на відстані 280 км на північний захід від Бухареста, 32 км на захід від Тиргу-Муреша, 47 км на південний схід від Клуж-Напоки.

## Населення
За даними перепису населення 2002 року у селі проживали 1399 осіб.
Національний склад населення села:
| Національність | Кількість осіб | Відсоток |
| -------------- | -------------- | -------- |
| румуни         | 1148           | 82,1%    |
| угорці         | 156            | 11,2%    |
| цигани         | 95             | 6,8%     |

Рідною мовою назвали:
| Мова      | Кількість осіб | Відсоток |
| --------- | -------------- | -------- |
| румунська | 1252           | 89,5%    |
| угорська  | 147            | 10,5%    |